# Свято в наручниках
«Свято в наручниках» (англ. Holiday in Handcuffs) — сімейна кримінальна кінокомедія. Головну жіночу роль виконала Меліса Джоан Гарт.

## Сюжет
Художниця Труді працює офіціанткою, вона не проходить співбесіду, а на передодні Різдва її кидає хлопець. Щоб не їхати до батьків на свято самотньою жінка викрадає випадкового відвідувача ресторану. Батьки жінки відпочивали у віддаленій хижі, тому новоспечений бойфренд Нік ніяк не міг втекти, хоча робив кілька спроб. Потім він зрозумів, що закохався в Труді. На святковому вечорі батьки побилися, брат розповів, що є ґеєм, а сестра розповіла, що витрачала кошти на навчання за іншим призначенням. Прибуває поліція. Розкривається правда про Ніка. До викрадення Девід мав успішну роботу та красиву забезпечену кохану. А за кілька місяців в газеті з'являється об'ява про їхні заручини.
Труді отримує запрошення виставити свої роботи в місцевій галереї. Після шоу її викрадають. Це зробив Девід, який вирішив зайнятися тим, що любить. Він купив будівлю під мистецьку студію. Вони зізнаються один одному в коханні та цілуються.

## У ролях
| Актор             | Роль               |
| ----------------- | ------------------ |
| Меліса Джоан Гарт | Труді Чендлер      |
| Маріо Лопес       | Девід Мартін / Нік |
| Маркі Пост        | місіс Чендлер      |
| Тімоті Боттомс    | Річард Чендлер     |
| Джун Локгарт      | Долорес            |
| Кайл Говард       | Джейк Чендлер      |
| Ванесса Лі Евіган | Кеті Чендлер       |
| Габріелль Міллер  | Джессіка Барбер    |
| Тревіс Мілн       | Раян               |
| Бен Айрс          | Нік                |

## Створення фільму

### Виробництво
Зйомки фільму проходили в Калгарі, Канада.

### Знімальна група
- Кінорежисер — Рон Андервуд
- Сценарист — Сара Ендслі
- Кінопродюсери — Тоні Кокс, Мюррей Орд, Джорді Рендалл
- Композитор — Денні Люкс
- Кінооператор — Дерік Андершульц
- Кіномонтаж — Дон Брошу
- Художник-постановник — Луїз Міддлтон
- Артдиректор — Білл Айвз
- Художник-декоратор — Пол Гілі
- Художник з костюмів — Крістін Томсон
- Підбір акторів — Сюзан Гліксмен[1]

## Сприйняття
Фільм отримав позитивні відгуки. На сайті Rotten Tomatoes оцінка стрічки становить 65 % від глядачів із середньою оцінкою 3,7/5 (3 619 голосів). Фільму зарахований «попкорн» від глядачів, Internet Movie Database — 6,4/10 (5 032 голоси).